# Волгабурмаш
ОАО «Волгабурмаш» — российское предприятие по производству породоразрушающего инструмента. Расположено в Куйбышевском районе Самары.

## История
Завод был создан в 1947 году как Куйбышевский долотный завод Главного управления нефтяного машиностроения (Главнефтемаш) Министерства нефтяной промышленности СССР.
В 1978 году между корпорацией «Дрессер» (США) и ВО «Станкоимпорт» был подписан контракт на строительство в ПО «Куйбышевбурмаш» завода по производству высокоэффективных буровых долот мощностью 100 тысяч штук в год. Это позволило увеличить объём производства продукции в несколько раз и повысить среднюю проходку на долото в 5-7 раз.
С 1994 года государственное предприятие ПО «Куйбышевбурмаш» преобразовано в Открытое акционерное общество «Волгабурмаш».
ОАО «Волгабурмаш» с 2014 года находится в процедуре банкротства.
В 2021 году стало известно, что руководство предприятия обвиняют в совершении незаконных сделок, которые довели предприятие до банкротства, а апелляционный суд отменил ранее вынесенное решение суда об отказе привлечь бывших руководителей и владельцев предприятия к субсидиарной ответственности на сумму в размере 7,4 млрд руб., дело в отношении них было отправлено на новое рассмотрение.

## Продукция
В настоящее время предприятие производит более 1 000 конструкций шарошечных долот для нефтегазовой отрасли диаметром от 74,6 до 660,4 мм и более 80 типоразмеров горнорудных шарошечных долот диаметром от 130,2 мм до 393,7 мм, а также более 350 конструкций долот PDC диаметром от 83,0 мм до 444,5 мм, буровых головок, стабилизаторов и калибраторов.
Продукция экспортируется в более чем 40 стран мира.